# Acid Eaters
| 전문가 평가                   | 전문가 평가 |
| 평가 점수                     | 평가 점수   |
| 출처                          | 점수        |
| ----------------------------- | ----------- |
| AllMusic                      | [ 1 ]       |
| Robert Christgau              | [ 2 ]       |
| Entertainment Weekly          | A−          |
| Rock Hard                     | 8.0/10      |
| Rolling Stone                 | [ 5 ]       |
| Spin Alternative Record Guide | 7/10        |
| Uncut                         | [ 7 ]       |

《Acid Eaters》는 미국의 펑크 록 밴드 라몬즈의 열세 번째 스튜디오 음반이다. 1993년에 발매된 이 음반은 라몬즈 경력 후반에 발표된 작품으로, 전곡이 커버 곡으로만 구성된 라몬즈 유일의 음반이다.
《Acid Eaters》는 1960년대 라몬즈가 영향을 받은 아티스트들에 대한 음악적 헌사로, 더 시즈, 앰보이 듀크스와 같은 개러지 록 밴드는 물론, 비치 보이스, 더 후, 롤링 스톤스 등 대중적인 밴드들의 영향력을 보여준다. 이들 모두가 이 음반에서 커버되었다.

## 배경
《Acid Eaters》는 1960년대 곡들로만 구성된 커버 음반이지만, 라몬즈가 커버 곡을 연주하거나 녹음한 것은 이번이 처음은 아니었다. 라몬즈는 데뷔 음반에 수록된 크리스 몬테즈의 히트곡 〈Let's Dance〉 (작사, 작곡 및 저작권 등록: 짐 리)를 시작으로, 대부분 1960년대 곡들을 중심으로 한 커버 곡들을 거의 모든 스튜디오 음반에 수록해왔다.
라몬즈가 이전에 연주한 대표적인 커버 곡으로는 리비에라스의 〈California Sun〉 (원곡: 조 존스), 비치 보이스의 〈Do You Wanna Dance?〉 (원곡: 바비 프리먼), 더 트래시멘의 〈Surfin' Bird〉, 서쳐스의 〈Needles and Pins〉 (작사, 작곡: 소니 보노와 잭 니체, 원곡: 재키 데샤논), 더 로네츠의 〈Baby, I Love You〉, 뮤직 익스플로전의 〈Little Bit O' Soul〉, 챔버스 브라더스의 〈Time Has Come Today〉, 프레디 캐넌의 〈Palisades Park〉, 도어스의 〈Take It as It Comes〉 등이 있다.
또한 잔 앤 딘의 〈Surf City〉는 1982년 8월 20일, 뉴욕에서 열린 공연에서 한 차례 라이브로 연주된 바 있으나, 이번 음반을 통해 처음으로 스튜디오 음원으로 공개되었다.

## 곡 목록
| #  | 제목                                  | 작사·작곡                                                 | 재생 시간 |
| -- | ------------------------------------- | --------------------------------------------------------- | --------- |
| 1. | 〈Journey to the Center of the Mind〉 | 테드 뉴전트, 스티브 파머                                  | 2:52      |
| 2. | 〈Substitute〉                        | 피트 타운젠드                                             | 3:15      |
| 3. | 〈Out of Time〉                       | 믹 재거, 키스 리처즈                                      | 2:41      |
| 4. | 〈The Shape of Things to Come〉       | 배리 만, 신시아 와일                                      | 1:46      |
| 5. | 〈Somebody to Love〉                  | 다비 슬릭                                                 | 2:31      |
| 6. | 〈When I Was Young〉                  | 에릭 버든, 존 와이더, 빅 브릭스, 대니 매컬럭, 배리 젠킨스 | 3:16      |

| #   | 제목                             | 작사·작곡              | 재생 시간 |
| --- | -------------------------------- | ---------------------- | --------- |
| 7.  | 〈7 and 7 Is〉                   | 아서 리                | 1:50      |
| 8.  | 〈My Back Pages〉                | 밥 딜런                | 2:27      |
| 9.  | 〈Can't Seem to Make You Mine〉  | 스카이 색슨            | 2:42      |
| 10. | 〈Have You Ever Seen the Rain?〉 | 존 포거티              | 2:22      |
| 11. | 〈I Can't Control Myself〉       | 레그 프레슬리          | 2:55      |
| 12. | 〈Surf City〉                    | 브라이언 윌슨, 잔 베리 | 2:26      |

## 인증
| 국가                       | 인증 | 판매량/출하량 |
| -------------------------- | ---- | ------------- |
| 아르헨티나 (CAPIF)         | 골드 | 30,000^       |
| ^출하량을 기반으로 한 인증 |      |               |